# 電子圖書館
電子圖書館(electronic library)一詞於1975年首次被使用，提出者為R. W. Christian。電子圖書館的定義眾說紛紜，沒有統一的定論。通常電子圖書館一詞常與「數位圖書館」和「虛擬圖書館」等詞彙混用。
電子圖書館是利用網際網路來進行各種電子化資料的蒐集、組織、保存、傳播與利用。其特點包括：1.分散式、電子化的館藏；2.提供遠程檢索服務；3.具備線上文件傳輸功能；4.提供快速即時服務；5.運用數位科技為管理工具。電子圖書館的出現，改變了圖書館在資訊整理與利用的模式。

## 比較異同

### 虛擬圖書館
虛擬圖書館為兩個或兩個以上的電子圖書館館藏，藉由一個實際的網路以及合作管理的網路系統，讓大眾可以取用資源。虛擬圖書館可以讓使用者不再受限於空間和時間的限制，能夠透過網際網路迅速的獲得全世界的資源。虛擬圖書館所提供的服務，遠超過單一圖書館或特定電子圖書館的範圍。

### 數位圖書館
比之虛擬圖書館，數位圖書館與電子圖書館較被廣為接受，且兩者常被交叉使用。電腦資訊界人士常從資訊系統的角度談數位圖書館，而圖書館界人士則是著重於館藏的角度，由數位館藏內容來談圖書館的服務。因此，美國數位圖書館聯盟(Digital Library Federation)在1998年將數位圖書館定義為具有專業人士，對數位形式的館藏進行挑選、組織、提供使用、詮釋、傳播、保持完整性和長期保存等工作，並使這些數位形式的館藏能夠為特定的讀者群快速且經濟的運用。美國研究圖書館協會(Association of Research Libraries)則指出數位圖書館並非是一個具有實體存在的機構，而是擁有連結廣大資訊資源和資訊服務的技術，並能將這些資源連結提供給使用者直接取用的資訊機構。
【表1】比較電子圖書館、數位圖書館與虛擬圖書館的異同
| 項目           | 數位圖書館             | 電子圖書館             | 虛擬圖書館         |
| 來源的背景     | 電腦科學界             | 圖書館學界             | 網際網路界         |
| 管理與維護     | 嚴謹的機構             | 嚴謹的機構             | 任何人或機構       |
| 提供的服務     | 搜尋、取用、瀏覽       | 搜尋、取用、瀏覽       | 取用、瀏覽         |
| 是否有metadata | 是                     | 是                     | 一般而言，無       |
| 資料型態       | 數位物件               | 類比及數位物件         | 數位物件           |
| 具有的功能     | 儲存、萃取、編目、流通 | 儲存、萃取、編目、流通 | 儲存               |
| 切入的角度     | 供給面                 | 供給面                 | 使用者面、視學效果 |

## 電子圖書館發展
電子圖書館的發展與下列因素有關：圖書館自動化、線上資訊檢索、光碟資料庫、網際網路、電子出版、文獻傳遞、多媒體技術等。而電子圖書館在發展過程中，相較於傳統圖書館，得面對更多的問題與挑戰，必須考慮諸如：網路頻寬、收費與版權、電子資源保存、共同的標準與協定等。